# Polydesmus clavator
Polydesmus clavator är en mångfotingart som beskrevs av Karl Wilhelm Verhoeff 1902. Polydesmus clavator ingår i släktet Polydesmus och familjen plattdubbelfotingar. Inga underarter finns listade i Catalogue of Life.